# 第四十航空隊
第四十航空隊（だい40こうくうたい）および1942年11月1日に改称した第九三六海軍航空隊（だい936かいぐんこうくうたい）は、日本海軍の部隊の一つ。太平洋戦争全期間でシンガポールを拠点にマラッカ海峡航路の防衛を担当し、一時期はベンガル湾の哨戒・迎撃にも従事した。

## 沿革
シンガポール陥落を目前にした1942年2月1日、マラッカ海峡の安全航行とベンガル湾の哨戒活動を目的とし、第一南遣艦隊が保有する艦上攻撃機・艦上爆撃機を捻出して臨時編制した。シンガポール占領後は本隊を置き、ペナン島やアンダマン諸島を前進基地として使用した。当初ベンガル湾の広域哨戒は鹿屋海軍航空隊や東港海軍航空隊が担っていたが、侵攻作戦に引き抜かれたため、足の短い四十空が任務を継承することとなった。
- 昭和17年（1942年）

2月1日 - 第一南遣艦隊隷下「馬来部隊」所属機を捻出し、仏印で開隊。第一南遣艦隊附属。（艦上爆撃機8・艦上攻撃機8）　
2月15日 - シンガポール占領。以後本隊を置く。ペナン島に派遣隊を置き、マラッカ海峡の哨戒に従事。
3月10日 - 第十一根拠地隊（シンガポール駐留）隷下に転籍。
6月20日 - 編制改定。艦爆隊を解散し、艦攻隊（常用9機）に縮小。
6月下旬 - ベンガル湾機動作戦立案。警戒部隊投入を見越し準備開始。
7月6日 - ベンガル湾機動作戦、ガダルカナル島占領作戦実施のために中止。
11月1日 - 「第九三六海軍航空隊」に改称。
11月3日 - スマトラ島沖サバン基地常駐の第七五一海軍航空隊（旧鹿屋空）がラバウルに転出。任務継承のためサバン進出。
11月17日 - アンダマン諸島ポートブレア基地に3機派遣。以後、ベンガル湾～シンガポール近海の哨戒に従事。
- 昭和18年（1943年）

4月20日 - プーケット島沖でアメリカ潜水艦グレナディアーを発見、先制攻撃・艦艇誘導など撃沈に貢献。
9月1日 - 編制改定。偵察機隊（常用6機）に変更。以後、シンガポール・ペナン・仏印を拠点に哨戒活動に専念。偵察機隊の削減にともない任地・機体数とも拡大。
- 昭和20年（1945年）

1月1日 - 第九三三海軍航空隊（第三十一戦隊の航空部隊）を編入。海上護衛総司令部附属に転籍。
1月12日 - 仏印沿岸に敵機動部隊襲来、輸送船団壊滅。これにより南方航路放棄が決定し、九三六空は遊兵化。以後沿岸哨戒に従事。
終戦後、武装解除・解隊。ペナン島・シンガポールに分散して哨戒活動を細々と実施して終戦を迎えたが、敵の通商破壊活動阻止はできなかった。

## 主力機種
- 九七式艦上攻撃機
- 九九式艦上爆撃機
- 零式三座水上偵察機
- 零式水上観測機
- 東海

## 歴代司令
- 古田良夫 中佐：1942年2月1日[2] -
- 小西成三 大佐：1943年7月29日 -
- 古田良夫：1944年9月1日 - 戦後解隊